# Lagynos

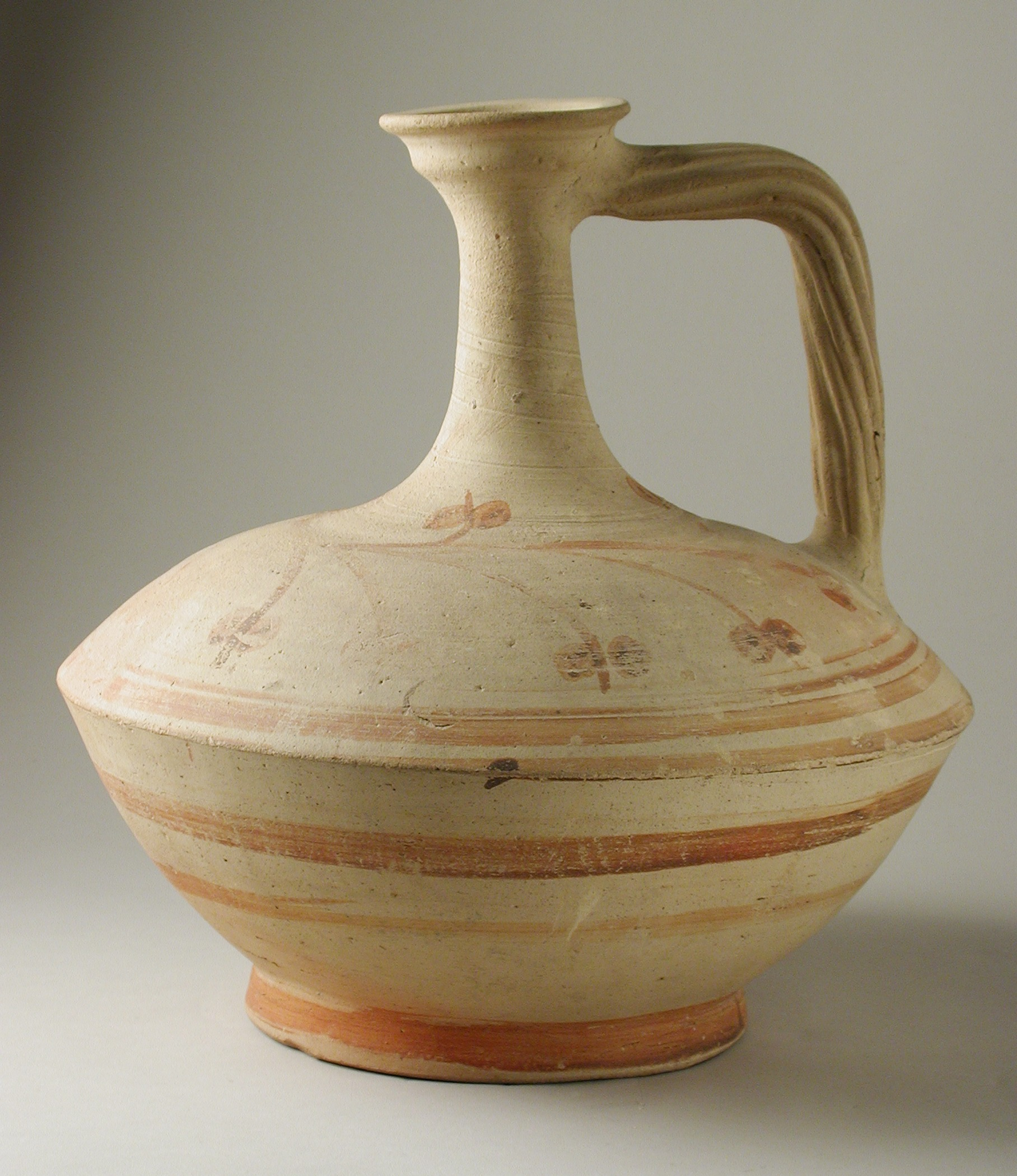
Typowy hellenistyczny lagynos (Cypr, IV-I wiek p.n.e.)

Lagynos (stgr. λάγυνος, l.mn. λάγυνοι lagynoi) – niewielkie naczynie ceramiczne do przechowywania płynów, rodzaj pękatej, przysadzistej flaszy na płaskiej podstawie, typowej dla epoki hellenistycznej.

## Forma
Przypominający też współczesną karafkę lagynos był naczyniem o niskim, rozdętym brzuścu z szerokimi ramionami i płaską podstawą, kontrastującymi z wydłużoną, wąską szyją o niedużym, lejkowato rozchylonym wylewie. Zaopatrzony był w jedno wysokie, cienkie, prostopadłe imadło sięgające niemal wylewu i pod kątem, poziomo łączące się z szyją naczynia. Formę tę wywodzi się z naczyń metalowych. Choć w ceramice Greków lagynosy pojawiają się znacznie wcześniej (w okresie stylu geometrycznego), szerokie zastosowanie znajdują dopiero w ceramice hellenistycznej, będąc charakterystyczne dla warsztatów aleksandryjskich.

## Zdobienie

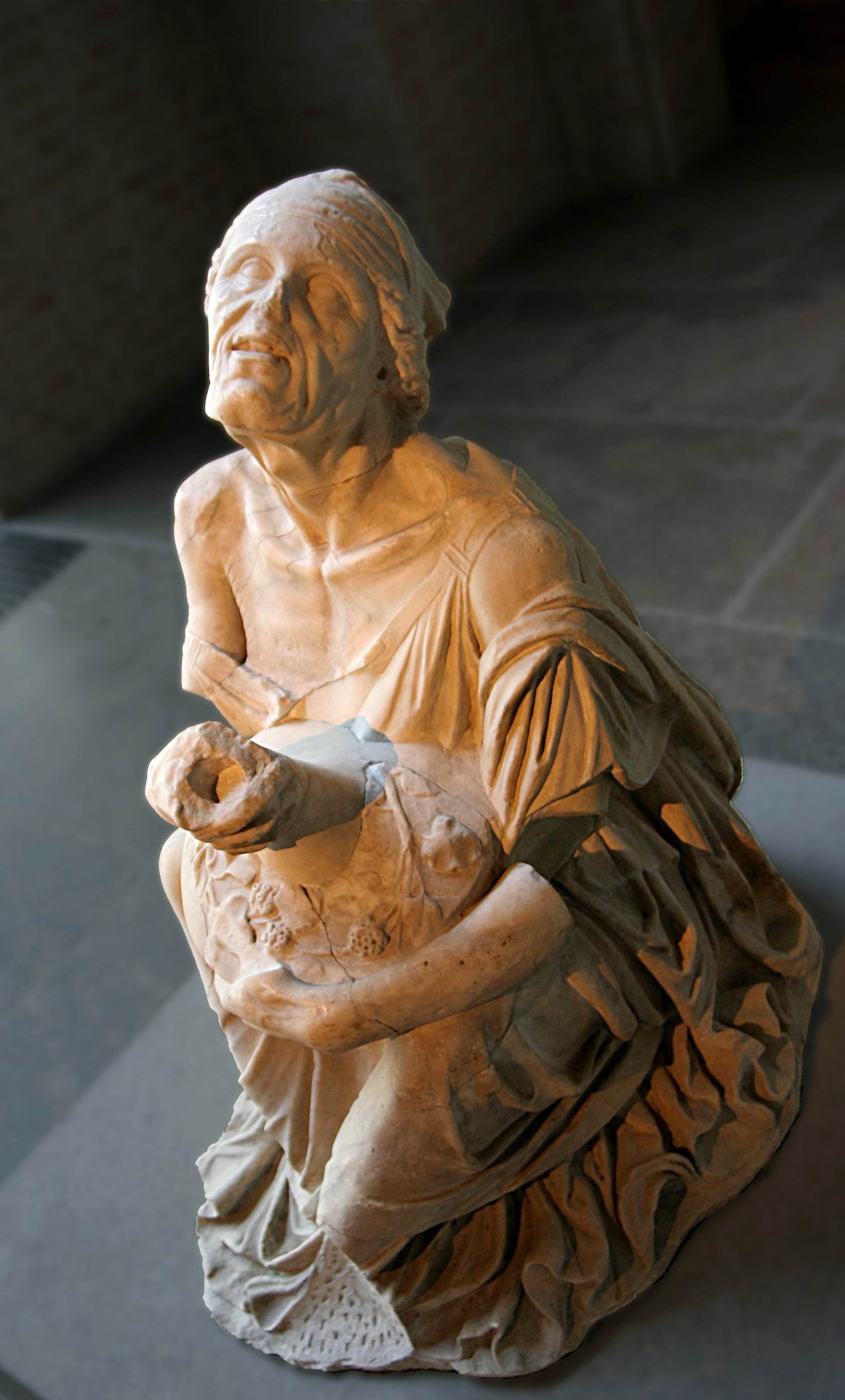
Rzeźba starej pijaczki z lagynosem

Lagynosy były naczyniami na wino, których średnia wysokość wynosiła 20 cm. Powierzchnię powlekano pobiałką (angobą), zdobienia malowano brązowawym rozcieńczonym pokostem w sposób swobodny, szkicowy. Główną dekorację rozmieszczano na ramionach zdobionych motywami roślinnymi i zwierzęcymi (rzadziej geometrycznymi: jajownik, kwadraciki) bądź też pojedynczymi przedmiotami, podczas gdy brzusiec pokrywano poziomymi pasami. Szczególne znaczenie miało zdobienie wyobrażeniami instrumentów muzycznych (kitara, syringa, harfa) oraz scenami swobodnych zabaw, wskazujące związek z używaniem tego naczynia podczas świątecznych obchodów w ptolemejskim Egipcie. Stosowano też nakładaną dekorację plastyczną. Tak zdobiony lagynos został utrwalony w rzeźbie starej pijaczki z monachijskiej Gliptoteki z drugiej połowy III w. p.n.e. Poza tym często wyposażano go w imadło skręcane (tordowane), naśladujące uchwyt z wikliny stosowany w prostych butlach ceramicznych.

## Użytkowanie
Od naczynia tego pochodziła nazwa połączonych z hulanką i libacjami świąt lagynoforia ustanowionych przez Ptolemeusza IV, a opisanych tylko przez Eratostenesa w jednym z jego pism (Arsinoe), z kolei cytowanego ułamkowo przez Atenajosa w jego Uczcie mędrców (Deipnosophistae 7,276). O obchodach tych uroczystości wiadomo jedynie, że uczestnicy wspólnie spożywali przyniesiony przez siebie pokarm, upajając się winem z własnych lagynosów. Na swobodny charakter tego „święta wina” wskazywałby zdobiony scenami erotycznymi lagynos z muzeum archeologicznego w Atenach.
Według Atenajosa określano tak również miarę pojemności równą 12 attyckim kotyle, czyli ok. 3,3 litra. Znacznie wcześniej wzmiankowane było przez Arystotelesa w Ustroju politycznym Tessalów (F499) jako używane przez nich naczynie do wina.      
W ceramice rzymskiej odpowiednikiem tego naczynia była lagena (laguna, lagona).               

## Literatura
- Gabriel Leroux: Lagynos. Recherches sur la céramique et l'art ornemental hellénistiques. Paris 1913 [dysertacja akademicka; podstawowe i dotąd jedyne tak pełne studium]